# Martin Haarahiltunen
Martin Haarahiltunen (ur. 2 października 1990 w Överhörnäs) – szwedzki żużlowiec, występujący na torach lodowych.
Indywidualny mistrz świata w ice speedwayu (2022), trzykrotny drużynowy wicemistrz świata (2018, 2019, 2020).
W 2022 roku został trzecim Szwedem, po Eriku Stenludzie i Perze-Olofie Sereniusie, który wywalczył tytuł indywidualnego mistrza świata.

## Życiorys

### Kariera
Jako nastolatek uprawiał motokros, startując w zawodach i jeżdżąc rekreacyjnie, starty przerwała kontuzją którą odniósł w wieku 17 lat. Jazdę na torach lodowych zaczął w 2015 roku za namową Stefana Svenssona, weterana ice speedwaya, będącego jednocześnie ojcem jego przyjaciela Niclasa, również uprawiającego tę dyscyplinę sportu.
Na arenie międzynarodowej zadebiutował w 2018 roku, uzyskując awans do Grand Prix, poprzez zajęcie 4. miejsca rundzie kwalifikacyjnej rozgrywanej w fińskim Ylitornio. W debiutanckim sezonie zajął 4. miejsce, niejednokrotnie udało mu się przełamać dominację zawodników rosyjskich, w cyklu składającym się z 10 rund, 7 razy wystartował w finale, dwukrotnie zajmując miejsce na podium zawodów.

## Występy na arenie międzynarodowej
Drużynowe mistrzostwa świata
- 2018  Szadrinsk – 2. miejsce
- 2019  Togliatti – 2. miejsce
- 2020  Berlin – 2. miejsce

Indywidualne mistrzostwa świata
- 2018 – 4. miejsce
- 2019 – 8. miejsce
- 2020 – 8. miejsce
- 2022 – mistrz świata